# Casa popular al carrer Ca la Vila, 8
La Casa popular al carrer Ca la Vila, 8 és una obra de Paüls (Baix Ebre) protegida com a Bé Cultural d'Interès Local.

## Descripció
Aquest immoble, situat a la part més antiga del poble, consta de planta baixa i dos plantes és fet amb maçoneria de paredat de 50 cm de gruix que suporta forjats de bigues de fusta i revoltons ceràmics de rajola. Les mides són 14,50 m de façana per 8,50 m de profunditat, amb una superfície per planta de 123 m². La seva arquitectura que condicionada per la topogràfica del terreny, fa que hi hagin portes d'accés per dos nivells diferents, destacant el portal de la planta baixa, amb un arc de mig punt imperfecte, adovellat. La coberta és de teula àrab.

## Història
La planta baixa d'aquest edifici s'utilitzà com a magatzem municipal fins no gaire temps. La planta primera va allotjar l'Ajuntament fins a l'any 1959 en què varen construir el nou edifici la planta segona com escoles municipals fins a l'any 1963 des d'aleshores ha quedat com a equipament municipal i està projectat instal·lar-hi una biblioteca.